# 狼兵
狼兵，又称俍兵、狼师，起源於明朝中葉，為由廣西、廣東一帶招募而來的軍隊，是明朝的精銳部隊。主要以壯族、瑶族成員為主，受土官節制。狼兵不在兵籍之內，原非正規軍隊，属于雇佣军。因為勇猛善戰，明朝多次將他們用於各地剿匪與對抗倭寇的戰爭之中。但也因為軍紀不佳，受到百姓的畏懼與怨言。

## 歷史
歷史上最早出現狼兵的記載，起於明英宗正統二年，廣西向朝廷所上的奏折，提到狼兵的存用，並用以剿匪。此後，明朝多次調用狼兵作戰。狼兵不在正式軍隊編制之中，是一個特殊兵種，由土官管理，不受一般官吏控制，與朝廷編制的官兵、各地方編練的土兵不同。
狼兵主要出於廣西，但廣東也有自己的狼兵。